# Saison 3 de MacGyver
 (septembre 2019).
Si vous disposez d'ouvrages ou d'articles de référence ou si vous connaissez des sites web de qualité traitant du thème abordé ici, merci de compléter l'article en donnant les références utiles à sa vérifiabilité et en les liant à la section « Notes et références ».
Chronologie
Saison 2 Saison 4
Cet article présente le guide des épisodes de la troisième saison de la série télévisée américaine MacGyver.

## Présentation
Cette troisième saison est composée de 20 épisodes et diffusée de 1987 à 1988.
Un nouveau personnage récurrent : Nikki Carpenter. Elle ne participera qu'à la saison 3.
Le générique de début se retrouve tronqué de 20 secondes (46 secondes au lieu de 1 minute et 6 secondes).

## Distribution

### Acteurs principaux
- Richard Dean Anderson : Angus MacGyver
- Dana Elcar : Peter Thornton (16 épisodes)

### Acteurs récurrents
- Bruce McGill : Jack Dalton (6 épisodes)
- Michael Des Barres : Murdoc (1 épisode)
- Elyssa Davalos :
  - Lisa Kohler (2 épisodes)
  - Nikki Carpenter (6 épisodes)

## Épisodes

### Épisode 1:À la Recherche de l'amour perdu (1/2)
- États-Unis : 21 septembre 1987 sur ABC
- France : 18 juin 1989 sur Antenne 2

- James Hong (Chu)
- Anthony De Longis (en) (Major Nicolaj Kosov)
- Walter Marsh (Général Racoubian)
- Leslie Bevis (Tanya Lyaschenka)
- Elyssa Davalos (Lisa Kohler)

- Cet épisode est le premier de la troisième saison. Il reprend le rythme de quelques épisodes de la première saison avec des scènes pré-génériques.
- Il marque le retour de James Hong (aperçu dans L'Enfant désiré 2x04) et de Anthony De Longis (en) (qui jouait le tueur Piedra dans Assassin sous contrat 1x22). Ce dernier succède à Bruce Abbott pour le rôle de Nikolaj Kossov, aperçu dans l'épisode La Voleuse de Budapest (1x03).
- Elyssa Davalos joue ici Lisa, et reviendra en tant que Nikki Carpenter à partir de l'épisode Les Diamants de Ganastan (3x05).

### Épisode 2:À la Recherche de l'amour perdu (2/2)
40193-046
- États-Unis : 28 septembre 1987 sur ABC
- France : 25 juin 1989 sur Antenne 2

- James Hong (Chu)
- Anthony De Longis (en) (Major Nicolaj Kosov)
- Walter Marsh (VF : Jean Berger) (Général Racoubian)
- Leslie Bevis (Tanya Lyaschenka)
- Elyssa Davalos (Lisa Kobler)

### Épisode 3:Le Retour de Jimmy
40193-47
- États-Unis : 5 octobre 1987 sur ABC
- France : 10 septembre 1989 sur Antenne 2

- Joe Santos (Jimmy Kendall / Lou Rizzo)
- Al Ruscio (Paul Webber)
- Rebecca Balding (Susan Walker)
- Richard L. Jamison (Ralph)
- Alex Bruhanski (Sal)
- Henry Hank Aaron (lui-même)
- Frank C. Turner (en) (Le prêtre)

- Cet épisode marque le retour de Joe Santos et Richard L. Jamison dans leurs rôles respectifs de Jimmy Kendall et Ralph.
- Dans ce même épisode Jimmy était surnommé « le liquidateur », alors que dans l'épisode présent, il est surnommé « le flingueur ».

### Épisode 4:Le Bateau fantôme
40193-48
- États-Unis : 19 octobre 1987 sur ABC
- France : 17 septembre 1989 sur Antenne 2

- Katey Wright (Karin Graff)
- Michele Goodger (Joana)
- Nicholas Rice (Bench)
- Byron Chief-Moon (en) (Joe Whales)
- Len George (Dave Whales)
- Chief Khotlacha (Len)
- Ken Kirzinger (La créature)

### Épisode 5:Les Diamants du Ganastan
40193-049
- États-Unis : 26 octobre 1987 sur ABC
- France : 24 septembre 1989 sur Antenne 2

- Aharon Ipale (Amir Sumal)
- Jonathon Pallone (Charles Keach)
- Anthony Stamboulieh (Ambassadeur Vulnay)
- Terry David Mulligan (Danny Barrett)

### Épisode 6:GX-1
40193-050
- États-Unis : 2 novembre 1987 sur ABC
- France : 1er octobre 1989 sur Antenne 2

- Walter Gotell (Starkoos)
- Morris Panych (Colonel Markov)
- Peter Nicholas (Lieutenant)

### Épisode 7:Jack en détresse
40193-051
- États-Unis : 9 novembre 1987 sur ABC
- France : 8 octobre 1989 sur Antenne 2

- Luke Askew (Warden Renfro)
- Eugen Butler (Lyle Hudson)
- Daniel Faraldo (Pepe Sanchez)
- Diane Robin (Louella)
- Lance LeGault (Bull Bodine)

### Épisode 8:Accident en haute montagne
40193-052
- États-Unis : 16 novembre 1987 sur ABC
- France : 15 octobre 1989 sur Antenne 2

- Lisa Bayliss (Mike Forester)
- Antony Holland (en) (Ellard)

### Épisode 9:Tel Père, tel fils
40193-053
- États-Unis : 23 novembre 1987 sur ABC
- France : 22 octobre 1989 sur Antenne 2

- Larry Dobkin (Professeur Julian Ryman)
- Lisa Wilcox (Janet)
- John Cameron Mitchell (Aaron)
- Ted Cole (en) (Geoffrey Kramer)
- Andrew Sabiston (David Ryman)

- Pete n'apparaît pas dans cet épisode.
- Deuxième apparition dans la série de l'acteur Larry Dobkin, après avoir joué Alexander Karsoff dans l'épisode Affaire de conscience (1x21).

### Épisode 10:Rencontre explosive
40193-054
- États-Unis : 21 décembre 1987 sur ABC
- France : 29 octobre 1989 sur Antenne 2

- Dale Wilson (en) (Erik Dunlop)
- Frank Ferrucci (Major)
- Bruce Harwood (Juice)
- Don Davis (le conducteur de la toupie)

### Épisode 11:Ultime Expérience
40193-055
- États-Unis : 4 janvier 1988 sur ABC
- France : 12 novembre 1989 sur Antenne 2

- Judith Chapman (Dr Sandra Milhouse)
- Jay Brazeau (Colonel Phelps)
- Bill Dow (l'homme en combinaison blanche)

- Apparition de l'acteur Bill Dow qui jouera le Dr Bill Lee dans la série Stargate SG-1.
- Apparition de l'acteur Jay Brazeau qui jouera Harlan dans Stargate SG-1 et le Protecteur dans Stargate Atlantis.

### Épisode 12:Retraite anticipée
40193-056
- États-Unis : 18 janvier 1988 sur ABC
- France : 19 novembre 1989 sur Antenne 2

- Madison Mason (VF : Michel Paulin) (Matt Weber)
- Ted Stidder (Ed Farell)
- Rob Roy (Akers)
- Dave Batten (Walter Reese)
- Doug Abrahams (Robert Kelham)

### Épisode 13:Terrain glissant
40193-057
- États-Unis : 1er février 1988 sur ABC
- France : 26 novembre 1989 sur Antenne 2

- Martin Milner (Turk Donner)
- Jeff Schultz (Derek Kirby)
- Ken Camroux (Brett Thompson)
- Clu Gulager (Walt Kirby)
- Garry Chalk (Tony Ellis)

Pete n'apparaît pas dans cet épisode.

### Épisode 14:Étrange Trio
40193-058
- États-Unis : 29 février 1988 sur ABC
- France : 10 décembre 1989 sur Antenne 2

- Judy Geeson (Liane Auber)
- Ian Ruskin (Inspecteur André)
- Martin Evans (Robert)
- Alan Robertson (David Russell)
- Vernon Wells (Paul Donnay)
- Campbell Lane (en) (Jacques Brizard)
- Terence Kelly (en) (M. Brosz)

- Martin Evans jouera l'ambassadeur anglais dans Stargate SG1 (saison 6 épisode 17).
- On retrouve l'acteur Vernon Wells, déjà vu dans l'épisode 5 de la saison 1, mais dans un autre rôle.

### Épisode 15:La Négociatrice
40193-059
- États-Unis : 7 mars 1988 sur ABC
- France : 28 janvier 1990 sur Antenne 2

- Kristian Alfonso (Déborah)
- David Ackroyd (M. Knapp)
- Ned Bellamy (Remick)

### Épisode 16:Les Pollueurs
40193-060
- États-Unis : 14 mars 1988 sur ABC
- France : 31 décembre 1989 sur Antenne 2

- Randall « Tex » Cobb (VF : Laurent Hilling) (Daniel Royce Toberman)
- Emily Kuroda (Karen Matsuga)
- William S. Taylor (Martin Farber)
- Thomas Rosales Jr. (Charles LaFond)
- Branscombe Richmond (Grade)

### Épisode 17:Le Masque du Loup
40193-061
- États-Unis : 28 mars 1988 sur ABC
- France : 25 février 1990 sur Antenne 2

- Gary Lockwood (Grant)
- Floyd Westerman (VF : Benoit Allemane) (Deux-Aigles)
- Gordon Tootoosis (Perry)
- Marianne Jones (Anna Lightfoot)

### Épisode 18:Deux Hommes et un couffin
40193-062
- États-Unis : 18 avril 1988 sur ABC
- France : 4 février 1990 sur Antenne 2

- Mitzi Kapture (Katie)
- Don Thompson (Cutler)
- Garwin Sanford (Durst)
- Malcolm Fairweather (Jack Jr.)

Malcolm Fairweather est nommé au générique pour le rôle de Jack Jr. mais il partage en fait ce rôle avec son frère jumeau Fraser.

### Épisode 19:Vacances dangereuses
40193-063
- États-Unis : 2 mai 1988 sur ABC
- France : 14 janvier 1990 sur Antenne 2

- Moira Walley (Karen Miller)
- John Dennis Johnston (Eddie Porter)
- Don Davis (Wyatt Porter)
- Robin Mossley (Earl)
- Stephen E. Miller (le propriétaire du restaurant)

- Pete n'apparaît pas dans cet épisode.
- Deuxième fois que Don S. Davis est là en tant qu'acteur et non doublure de Dana Eclar.
- Robin Mossley jouera dans plusieurs épisodes (8) de MacGyver, il était déjà dans l'épisode 7 mais sous un autre nom. Il sera Malikai (S4-E06) et le Dr Reimer (S10-E02) dans Stargate SG1 et il retrouvera également Amanda Tapping dans Sanctuary (Thomas, S3-E3).

### Épisode 20:Le Dragon de jade
40193-064
- États-Unis : 9 mai 1988 sur ABC
- France : 11 février 1990 sur Antenne 2

- Roderick Cook (en) (Alasdair)
- Soon-Tek Oh (Raymond Ling)
- Tia Carrere (Tiu)
- Keye Luke (Adam Chung)
- Ernie Reyes Jr. (Luke Chung)

- Cet épisode est le dernier de la saison 3.
- Deuxième apparition dans la série de Tia Carrere après avoir joué Lisa Chan dans l'épisode L'Enfant désiré (2x04).